# Pleasant Grove (Alabama)
Pleasant Grove – miasto w Stanach Zjednoczonych, w stanie Alabama, w hrabstwie Jefferson. W roku 2023 miasto zamieszkiwało 9390 osób, a gęstość zaludnienia wynosiła 410 osób/km².